# Bibi Andersson
Berit Elisabeth Andersson detta Bibi (IPA [ˈbɪ̂bːɪ ˈânːdɛˌʂɔn]; Stoccolma, 11 novembre 1935 – Stoccolma, 14 aprile 2019) è stata un'attrice svedese.

## Biografia

### Gli inizi
Berit Elizabeth Andersson nacque l'11 novembre 1935 a Kungsholmen (Stoccolma) da Karin Mansion, impiegata ai servizi sociali, e Josef Andersson, imprenditore.
Dal 1949 al 1951 lavorò in ambito cinematografico affrontando parti minori. All'età di sedici anni, nel 1951, sul palcoscenico del teatro di Malmö venne scoperta dal regista Ingmar Bergman, che le offrì una parte in uno spot pubblicitario per il detergente Bris.
Nel 1953 debuttò sul grande schermo con il film Dumbom diretto da Nils Poppe, dove interpretava Elvira, un'artista del circo. L'anno successivo, il 1954, recitò nel film di Torgny Wickman En nott pa Glimmingehus. L'esperienza cinematografica proseguì di pari passo con gli studi per diventare attrice: dal 1954 al 1956, infatti, frequentò la Royal Dramatic Theatre School e la Terserus Drama School.

### Il successo

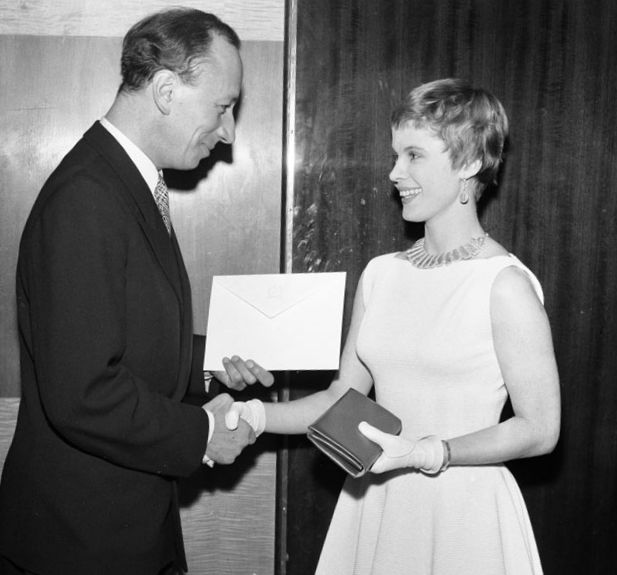
Bibi Andersson riceve la borsa di studio "Daniel Engdahl" dall'attore Gunnar Sjöberg (21 dicembre 1957)

Nel 1955 tornò a lavorare con Bergman, dopo la prima collaborazione del 1951, nel film Sorrisi di una notte d'estate dove interpretò un piccolo ruolo. Fu l'inizio di una collaborazione che durerà fino al 1994. Nel 1956 entrò a far parte della ristretta cerchia di attori di Bergman al teatro di Malmö (Malmö Stadsteater), di cui il regista era stato direttore nel 1950.
Nel biennio successivo, 1957-1958, Bergman le affidò numerosi ruoli in film di rilievo quali Il settimo sigillo (1957), Il posto delle fragole (1957) e Alle soglie della vita (1958), in cui l'interpretazione di una ragazza madre le valse il premio come miglior attrice al festival di Cannes. Nel 1962 al Teatro drammatico reale interpretò il dramma Dopo la caduta di Arthur Miller, ispirato al matrimonio fallito dello scrittore con Marilyn Monroe.
L'anno successivo fu una giovane moglie nella produzione bergmaniana Who's Afraid of Virginia Woolf? (1963) e nel frattempo vinse l'Orso d'argento per la migliore attrice al Festival di Berlino per l'interpretazione nel film L'amante. Nel 1965 fece il suo debutto cinematografico negli Stati Uniti con il film Duello a El Diablo di Ralph Nelson, in cui interpretò Ellen Grange, una giovane donna violentata da un indiano Apache. Proseguì la sua collaborazione con Bergman che nel 1966 le affidò la parte principale (l'infermiera Alma) nel film Persona, insieme a Liv Ullmann. Grazie a Persona l'anno successivo venne premiata al festival del cinema svedese con un Guldbagge come miglior attrice.
Tra il 1966 e il 1973, oltre a collaborare con Bergman (in film quali Passione, L'adultera e Scene da un matrimonio), lavorò anche con John Huston nel film Lettera al Kremlino (1970) e nel 1973 debuttò sul palcoscenico di Broadway nell'opera Full Circle. Nel 1974 apparve nella versione per la NBC di Dopo la caduta di Arthur Miller. Nel 1987 ebbe una piccola parte nel film premio Oscar Il pranzo di Babette di Gabriel Axel, dove recitò accanto a Jarl Kulle, altro attore bergmaniano. Nel 1980 si cimento' nella direzione con la produzione del film di Sam Shepard True West e con quello di Suzanne Brøgger After the Orgy. Nel 2005, sul palco di Antibes, interpretò un monologo ispirato alla nobildonna svedese Magdalena Rudenschold.

### Vita privata
Nel 1960 Bibi Andersson sposò il regista e scrittore Kjell Grede, da cui ebbe una figlia, Jenny Matilda, e da cui divorziò nel 1973; nel 1978 sposò lo scrittore svedese Per Ahlmark, da cui divorziò nel 1981. Nel 1976 venne coinvolta insieme a Bergman in un'indagine del fisco e arrestata in Svezia per evasione fiscale. Il 29 maggio 2004 sposò Gabriel Mora Baeza. Nel 1996 pubblicò la sua autobiografia Ett ögonblick (letteralmente Un momento). Nel 2009 fu ricoverata in ospedale, colpita da apoplessia che le tolse l'uso della parola.
Morì a Stoccolma il 14 aprile 2019, all'età di 83 anni.

## Filmografia

### Cinema

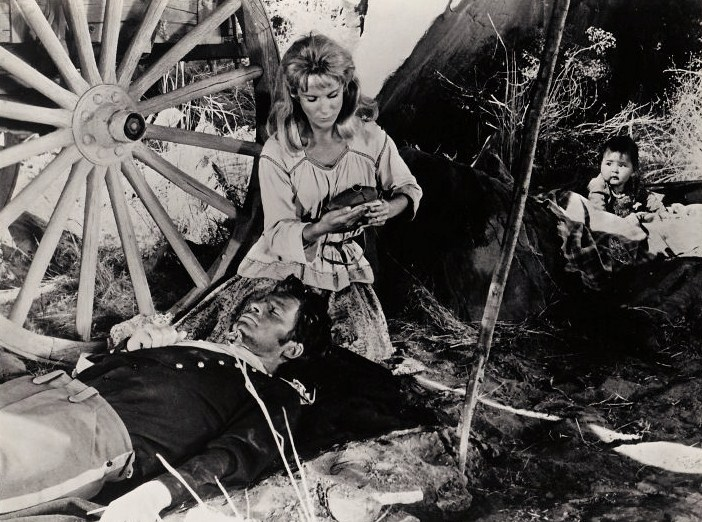
Bibi Andersson e Bill Travers sul set di Duello a El Diablo (1966)

- Sorrisi di una notte d'estate (Sommarnattens leende), regia di Ingmar Bergman (1955)
- La sesta coppia fuori (Sista paret ut), regia di Alf Sjöberg (1956)
- Il settimo sigillo (Det sjunde inseglet), regia di Ingmar Bergman (1957)
- Il posto delle fragole (Smultronstället), regia di Ingmar Bergman (1957)
- Alle soglie della vita (Nara livet), regia di Ingmar Bergman (1958)
- Il volto (Ansiktet), regia di Ingmar Bergman (1958)
- L'occhio del diavolo (Djavulens oga), regia di Ingmar Bergman (1960)
- L'amante (Älskarinnan), regia di Vilgot Sjöman (1962)
- A proposito di tutte queste... signore (För att inte tala om alla dessa kvinnor), regia di Ingmar Bergman (1963)
- Duello a El Diablo (Duel at Diablo), regia di Ralph Nelson (1966)
- Il letto della sorella (Syskonbado 1782), regia di Vilgot Sjoman (1966)
- Persona, regia di Ingmar Bergman (1966)
- Scusi, lei è favorevole o contrario?, regia di Alberto Sordi (1966)
- Anatomia di un adulterio (Le viol), regia di Jacques Doniol-Valcroze (1967)
- Le calde palme di Rio (Svarta palmkronor), regia di Lars-Magnus Lindgren (1969)
- Passione (En passion), regia di Ingmar Bergman (1969)
- Le ragazze (Flickorna), regia di Mai Zetterling (1969)
- Violenza al sole - Una estate in quattro, regia di Florestano Vancini (1970)
- Think of a Number (Tänk pä et tal), regia di Palle Kjærulff-Schmidt (1970)
- Storia di una donna, regia di Leonardo Bercovici (1970)
- Lettera al Kremlino (The Kremlin Letter), regia di John Huston (1970)
- L'adultera (Berroningen), regia di Ingmar Bergman (1971)
- Scene da un matrimonio (Scener ur ett aktenskap), regia di Ingmar Bergman (1973)
- Mannen fraan andra sidan, regia di Yuri Yegorov (1973)
- La rivale di mia moglie (La Rivale), regia di Sergio Gobbi (1974)
- Storia d'amore con delitto (Bloody), regia di Sergio Gobbi (1975)
- Codice 215: Valparaiso non risponde (Il pleut sur Santiago), regia di Helvio Soto (1976)
- L'amour en question, regia di André Cayatte (1978)
- Airport '80 (The Concord: Airport '79), regia di David Lowell Rich (1979)
- Il sogno di Laura (Twice A Woman), regia di George Sluizer (1979)
- Quintet, regia di Robert Altman (1979)
- Star's Lovers (Exposed), regia di James Toback (1983)
- Voglia di libertà (Pobre mariposa), regia di Raúl de la Torre (1986)
- Il pranzo di Babette (Babette Gaestbud), regia di Gabriel Axel (1987)
- Il sogno della farfalla, regia di Marco Bellocchio (1994)
- Drømspel (Il Sogno), regia di Unni Straume (1994)
- Racconti da Stoccolma (Nar morkret falier), regia di Anders Nilsson (2006)
- Arn - L'ultimo cavaliere (Arn - Tempelriddaren), regia di Peter Flinth (2007)
- Arn - Riket slut vid vägens, regia di Peter Flinth (2008)
- Images from the Playground (Blide fran lekstugan), regia di Stig Bjorkman (2009)

### Televisione
- Una moglie e il suo nemico, regia di Kjell Grede (1976)
- Savannen, regia di Tord Pååg (1983)
- Wallenberg, regia di Lamont Johnson (1985)
- The Lost Prince, regia di Stephen Poliakoff (2003)

### Opere teatrali
- Full circle, American National Theatre Academy di Broadway, regia di Otto Preminger (1973)
- The Night of the Tribades, Helen Hayes Theatre di Broadway, regia di Michael Kahn (1977)

## Riconoscimenti
- BAFTA
  - 1968 – Candidatura alla migliore attrice straniera per Persona e Il letto della sorella

- Festival di Cannes
  - 1958 – Prix collectif d'interprétation féminine per Alle soglie della vita (condiviso con Eva Dahlbeck, Barbro Hiort af Ornäs e Ingrid Thulin)

- Festival internazionale del cinema di Berlino
  - 1963 – Orso d'argento per la migliore attrice per L'amante

- Guldbagge Awards
  - 1967 – Migliore attrice protagonista per Persona
  - 2001 – Migliore attrice non protagonista per Det blir aldrig som man tänkt sig
  - 2004 – Migliore attrice non protagonista per Elina
  - 2008 – Migliore attrice non protagonista per Arn – L'ultimo cavaliere

- National Society of Film Critics Awards
  - 1968 – Migliore attrice per Persona
  - 1971 – Candidatura alla migliore attrice per L'adultera
  - 1975 – Migliore attrice non protagonista per Scene da un matrimonio

- New York Film Critics Circle Awards
  - 1974 – Candidatura alla migliore attrice non protagonista per Scene da un matrimonio

## Doppiatrici italiane
Nelle versioni in italiano delle opere in cui ha recitato, Bibi Anderson è stata doppiata da:
- Maria Pia Di Meo in Il settimo sigillo, Il posto delle fragole, Alle soglie della vita, Il volto, L'occhio del diavolo, A proposito di tutte queste...signore, Persona, L'adultera
- Fiorella Betti in Duello a El Diablo, Passione, Lettera al Kremlino
- Rita Savagnone in Scene da un matrimonio
- Noemi Gifuni ne Il sogno di Laura[4]